# Kakegawa
Kakegawa (掛川市; Kakegawa-shi) é uma cidade japonesa localizada na província de Shizuoka.
Em 2003 a cidade tinha uma população estimada em 81 416 habitantes e uma densidade populacional de 438,22 h/km². Tem uma área total de 185,79 km².
Recebeu o estatuto de cidade a 31 de Março de 1954.

## Cidades-irmãs
- Oshu, Japão
- Corning, Estados Unidos
- Eugene, Estados Unidos